# Killer Be Killed
Killer Be Killed är ett amerikanskt metal-band grundat 2011. Bandet består av Troy Sanders (Mastodon), Greg Puciato (The Dillinger Escape Plan), Max Cavalera (Soulfly/Cavalera Conspiracy/ex-Sepultura/Nailbomb) och Dave Elitch (The Mars Volta). År 2014 släppte bandet sin debutplatta via skivbolaget Nuclear Blast.

## Medlemmar
Nuvarande medlemmar
- Max Cavalera – gitarr, sång (2011– )
- Greg Puciato – gitarr, sång (2011– )
- Troy Sanders – basgitarr, sång (2012– )
- Dave Elitch – trummor (2012– )

## Diskografi
Studioalbum
- Killer Be Killed – 2014

Singlar
- "Wings of Feather and Wax" – 2014